# 71 Nyhavn Hotel
71 Nyhavn Hotel er et hotel i Nyhavn

## Historie
71 Nyhavn Hotel er beliggende i Nyhavn i to gamle pakhusbygninger, der blev opført i hhv. 1804 og 1850. Pakhusene blev blandt andet brugt til opbevaring af krydderier, der blev sejlet ind fra Østindien. Den ene bygning (Suhrs Pakhus) har været fredet siden 1918, og er i dag ombygget til hotel. Fredningen af bygningen betyder, at al indretning og renovering af 71 Nyhavn Hotel skal ske meget varsomt og i overensstemmelse med fredningskravet.  Meget af hotellets indre struktur er derfor bevaret, blandt andet de bærende bjælker af pommersk fyr.
- Nyhavn 71 juni 2022